# يونس بن محمد بن كيسان
يونس بن محمد بن كيسان (الملقب ب أَبي فَرْوَة): كاتب متزندق. كان جده أبو فروة مولى للخليفة عثمان. ونشأ يونس في المدينة «شاطرا» كما يقول الجهشياري (وفي التاج: الشاطر: من أعيا أهله ومؤدبه، خبثا ومكرا) ويظن أنه لحق بالشراة، في العراق. ثم صار كاتبا للأمير العباسي عيسى بن موسى ابن أخي أبي العباس السفاح. وخالط ابن المقفع. ووالبة بن الحباب، وحماد عجرد وبشار بن برد، وحماد الراوية، وآخرين، كانوا يجتمعون على الشرب وقول الشعر، ويهجو بعضهم بعضا، وكل منهم (كما يقول الجاحظ) متهم في دينه. وقال الشريف المرتضى: عمل يونس بن أبي فروة «كتابا» في مثالب العرب وعيوب الإسلام بزعمه، وصار به إلى ملك الروم، فأخذ منه مالا. وفي يونس، يقول حماد عجرد، من أبيات:
«أما ابن فروة يونس، فكأنه... من كبره (ذاك) الحمار القائم»
ومنها يخاطبه:
«فلقد رضيت بعصبة آخيتهم... وإخاؤهم لك بالمعرة لازم»
وهو، على الأرجح، أبو «الربيع بن يونس» وزير المنصور العباسي. توفي في نحو 150 هـ 